# San Juan (Argentinien)
San Juan ist eine Stadt im westlichen Argentinien, gelegen in einer Oase in einer trockenen steppenhaften Gegend. Sie ist Hauptstadt der Provinz San Juan. Das eigentliche Stadtgebiet hat 109.123 Einwohner (2010, INDEC), die Bebauung setzt sich jedoch in den benachbarten Departamentos Chimbas, Rivadavia, Rawson, Pocito und Santa Lucia fort, so dass der Ballungsraum auf etwa 550.000 Einwohner kommt.

## Geografie

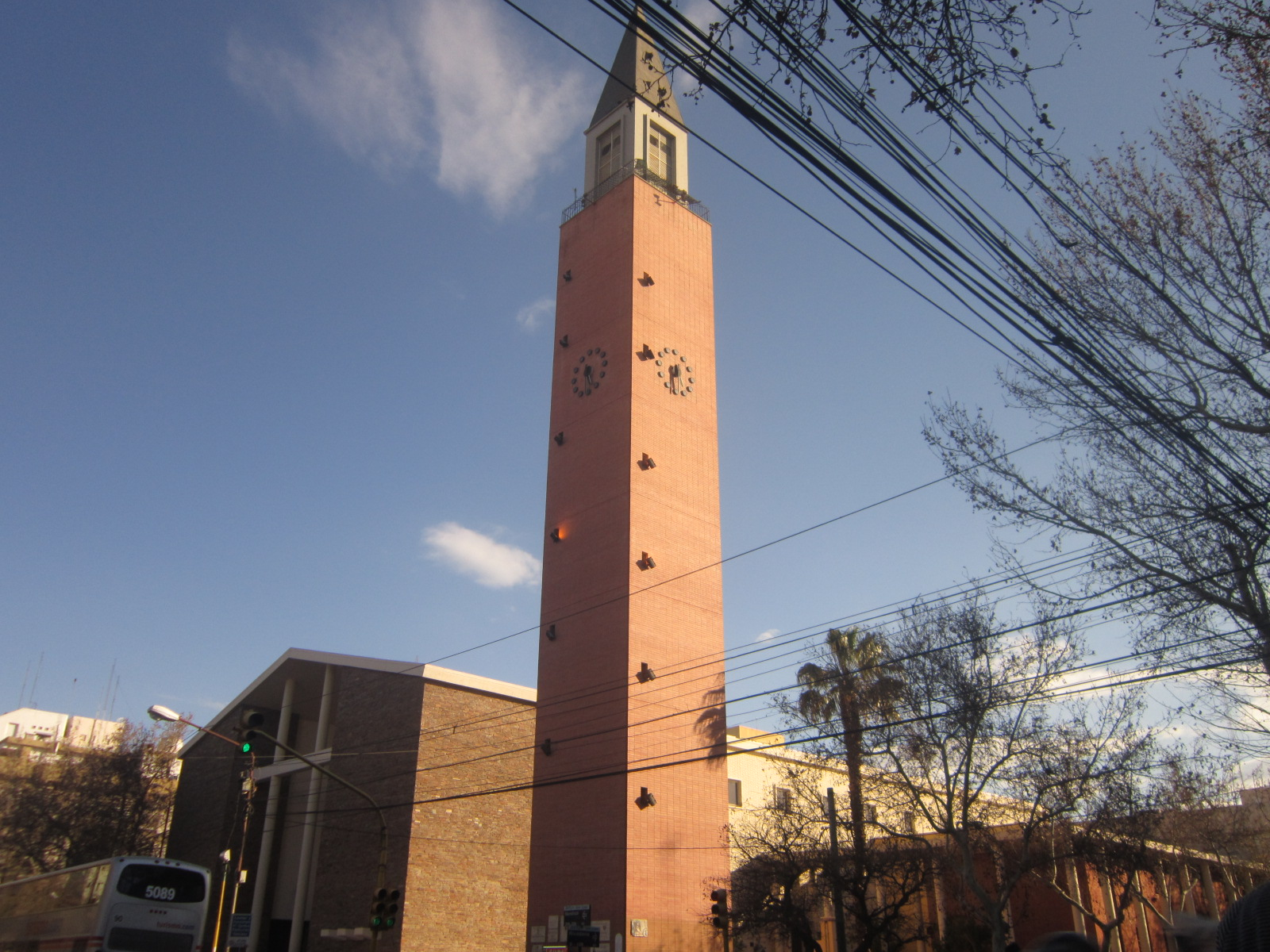
Kathedrale von San Juan

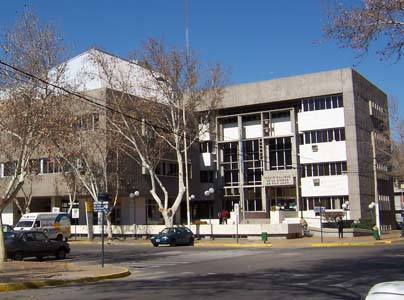
Rathaus von San Juan

San Juan liegt auf 604 Metern Höhe in der südlichen großen Oase der gleichnamigen Provinz, die sich aus den Tälern von Tullum, Ullum und Zonda östlich der zu der Präkordillere gehörenden Sierra del Tontal zusammensetzt.
Der Río San Juan umfließt die Stadt im Nordosten. Das Umland ist steppenhaft und besteht zum Großteil aus Monte-Buschwald, aber auch aus Felswüsten. Das Klima ist trocken und subtropisch mit sehr hohen Tagestemperaturen im Sommer, im Winter lässt der föhnartige Zonda-Wind die Temperaturen oft kurzzeitig auf sommerliche Werte steigen.

## Geschichte
San Juan ist eine der ältesten Städte Argentiniens. Sie wurde 1561 oder 1562  von Juan Jufré in einem benachbarten Tal gegründet. 1594 wurde die Stadt wegen eines Hochwassers zum jetzigen Standpunkt verlegt. In der Kolonialzeit gehörte San Juan zeitweise zu Chile, mit der Unabhängigkeit fiel es aber endgültig an Argentinien.
Im Jahr 1826 wurde das römisch-katholische Apostolische Vikariat San Juan de Cuyo errichtet, das 1834 zum Bistum und 1934 zum Erzbistum San Juan de Cuyo erhoben wurde.
Am Ende des 19. Jahrhunderts hatte die Stadt eine Kathedrale, eine Bergbauschule, einen botanischen Garten und 15.000 Einwohner, die Vieh und getrocknete Früchte nach Chile ausführten und Handel mit Wein und Branntwein trieben. Die Stadt war Sitz eines deutschen Konsuls.
1944 verwüstete ein Erdbeben die Stadt, 10.000 Menschen starben. Der Wiederaufbau war vom Geist der damaligen Avantgarde der Architektur geprägt – ein Projekt von Le Corbusier wurde allerdings abgelehnt – und so findet man heute eine Vielzahl moderner Bauten in der Stadt.

## Architektur und Kultur
Nur wenige Bauten, darunter das Krankenhaus Dr. Guillermo Rawson sowie das Kloster Santo Domingo, überlebten das Erdbeben von 1944. Die Kathedrale von 1979 ist ein gutes Beispiel für die moderne Architektur, die die Stadt prägt. Das naturwissenschaftliche Museum beherbergt Fossilien vorgeschichtlicher Tiere, viele davon aus dem Nationalpark Ischigualasto. Das Weinmuseum in einem alten Eisenbahnschuppen beherbergt historische Maschinen aus Weinkeltereien der Region.

## Wirtschaft
Trotz eines Gesetzes, das die Ansiedlung von Industrieunternehmen seit den 1970er-Jahren fördert, ist die Stadt weitgehend vom landwirtschaftlich geprägten Umland der Oase von Tulum abhängig. Führend ist der Weinbau, der 65 Prozent der landwirtschaftlich genutzten Fläche der Oase bedeckt, und die damit zusammenhängende verarbeitende Industrie. Von Bedeutung in der Energiewirtschaft ist der in der Umgebung von San Juan gelegene Stausee Ullum.
12 Kilometer östlich der Stadt befindet sich der Flughafen San Juan.

## Städtepartnerschaften
Partnerstädte von San Juan sind:
- Vicuña, Chile, gegenseitiges Kooperationsabkommen seit dem 3. August 2003
- Nerja in Andalusien, Spanien, seit dem 25. Juli 1997

## Söhne und Töchter der Stadt
- Arturo Berutti (1858–1938), Komponist
- Telma Reca (1904–1979), Medizinerin, Psychiaterin und Hochschullehrerin
- Enrique Pechuán Marín (1913–1983), römisch-katholischer Geistlicher, Bischof von Cruz del Eje
- Mariano Pagés (1922–2009), Bildhauer
- Jorge Durán (1924–1989), Tangosänger
- Alberto Podestá (1924–2015), Tangosänger und -komponist
- Luis Jorge González (1936–2016), Komponist und Musikpädagoge
- Vicente Moncho (* 1939), Komponist
- Ricardo Zunino (* 1949), Formel-1-Rennfahrer
- Julio Largacha (1950–2006), Pianist und Musikprofessor
- Mario Héctor Robles (* 1971), römisch-katholischer Geistlicher und Weihbischof in San Juan de Cuyo
- Walter Pérez (* 1975), Bahn- und Straßenradrennfahrer
- Rubén Botta (* 1990), argentinisch-italienischer Fußballspieler
- Fernanda Pereyra (* 1991), Beachvolleyballspielerin
- Saúl Flores (* 1994), argentinisch-chilenischer Fußballspieler
- Gonzalo Molina (* 1995), Radrennfahrer
- Nicolás Tivani (* 1995), Radrennfahrer
- Bruno Lima (* 1996), Volleyballspieler